# Distrikt Cuñumbuqui
Der Distrikt Cuñumbuqui liegt in der Provinz Lamas in der Region San Martín im zentralen Norden von Peru. Der Distrikt wurde am 16. Oktober 1933 gegründet. Er besitzt eine Fläche von 182 km². Beim Zensus 2017 wurden 3350 Einwohner gezählt. Im Jahr 1993 lag die Einwohnerzahl bei 3856, im Jahr 2007 bei 4461. Sitz der Distriktverwaltung ist die 233 m hoch gelegene Ortschaft Cuñumbuqui mit 1221 Einwohnern (Stand 2017). Cuñumbuqui befindet sich 11 km südsüdöstlich der Provinzhauptstadt Lamas.

## Geographische Lage
Der Distrikt Cuñumbuqui befindet sich in den östlichen Voranden im Süden der Provinz Lamas. Der Río Mayo durchquert den äußersten Nordosten des Distrikts in südöstlicher Richtung und bildet anschließend die nordöstliche Distriktgrenze. Das Areal liegt vollständig innerhalb dessen Einzugsgebietes.
Der Distrikt Cuñumbuqui grenzt im Süden an den Distrikt Buenos Aires (Provinz Picota), im Südwesten an den Distrikt Santa Rosa (Provinz El Dorado), im Nordwesten an den Distrikt Zapatero, im äußersten Norden an den Distrikt Rumisapa sowie im Nordosten und im Osten an die Distrikte Cacatachi, Morales und Juan Guerra (alle drei in der Provinz San Martín).

## Ortschaften
Im Distrikt gibt es neben dem Hauptort folgende größere Ortschaften:
- Alto Andino (365 Einwohner)
- Alto Progreso
- Las Flores de Mamonaquihua (490 Einwohner)
- Mamonaquihua (353 Einwohner)
- Pucacaca del Río Mayo (232 Einwohner)
- San Fernando